# شليوي ناش (مسلسل)
شليوي ناش مسلسل كويتي، من إخراج عيسى ذياب وتأليف عبد الله السعد.

## البطولة
- عبد الله السدحان، بدور «شليويح».
- يعقوب عبد الله، بدور «ناشي».
- عبد الإمام عبد الله، بدور «النوخذه بو بلال».
- محمد العجيمي، بدور «ناصر».
- مرام البلوشي، بدور «أماني».
- لطيفة المجرن، بدور «أم شليويح».
- عبد المحسن القفاص، بدور «مساعد».
- غرور، بدور «أم حصة».
- حصة النبهان، بدور «حصة».
- عبد العزيز النصار، بدور «يعقوب».
- غدير زايد، بدور «مها».
- نواف العلي، بدور «حمود».
- ياسة، بدور «أم أماني».
- غرور صفر، بدور «ليلى».
- فوزي القاضي.
- هاني زعبل، بدور «أحمد».
- شهد سلمان، بدور «أم ناشي».
- سليمان المرزوق، بدور «سامح».
- عبد الله الفريح، بدور «سلطان».
- نواف الشمري، بدور «لافي».
- أحمد مساعد، بدور «بو إبراهيم».
- عبد الرحمن الهزيم.
- بدر المنصور.
- محمد ذياب.
- فاطمة سالم.
- نجاح الخطيب، بدور «أبو ليلى».
- نادية كرم.
- بلال الشامي. بدور «بلال»

## وصلات خارجية
- شليوي ناش (مسلسل) في قاعدة بيانات الأفلام العربية